# Farol do Ilhéu Chão
De Farol do Ilhéu Chão is een vuurtoren op het Portugese eiland Ilhéu Chão dat onderdeel is van de Ilhas Desertas in de regio Madeira. Hij staat aan de noordkust van het eiland op een hoge rots en werd gebouwd in 1959.
Câmara de Lobos · Ilhéu Chão · Ilhéu de Cima · Ilhéu de Ferro · Ponta da Agulha · Ponta do Pargo · Ponta de São Jorge · Ponta de São Lourenço · Porto Moniz · Ribeira Brava · Selvagem Grande · Selvagem Pequena